# Hambach Sámuel
Hambach Sámuel (Eperjes, 1720. – ?) bölcseleti s orvosdoktor, Hambach János fia.

## Élete
Orvosnak képezte magát 1738. június 24-től a wittenbergi s 1740. szeptember 29. után a hallei egyetemen, ahol 1742. május 9-én orvosdoktorrá avatták. Visszatérvén hazájába, Gömör megye főorvosa lett, mely tisztét több évig viselte, midőn Lengyelországba nyert meghívást követve, oda költözött. 1771-ben azonban Sáros megye választotta meg főorvosának és ő hazájába visszatért.

## Munkái
- Dissertatio physico-medica de theoriae physicae tubulorum capillarium ad corpus humanum applicatione, quam... praeside Ioanne Gottlob Krügero publice defendet. Halae Magd., 1742. (Hambacher névvel.)
- Notitia indolis et usus medici scaturiginum Ruschbachensium. Posonii, 1778. (Hambach névvel.)